# Aurora Melbourne Central
L'Aurora Melbourne Central est un gratte-ciel en construction à Melbourne en Australie. Il s'élève à 270,5 mètres. Il a été achevé en 2019.